# سید عرفان حسینی

## سمت ها
کارشناس و دانشمند نظامی ایرانی که به علت داشتن سواد و تخصص در مطالعات راهبردی و نظامی- دارای سمت های گوناگون اجرایی و مشاوره ای نظامی امنیتی از جمله ریاست مرکز تحقیقات دفاعی در جمهوری اسلامی است.